# Pomník z války 1866 (Rozběřice)
Pomník 4. rakouského vídeňského 4. pěšího pluku Hoch - und Deutschmeistrů postavený podle návrhu Gustava von Lichtenberga a odhalený v roce 1902 se nalézá v centru obce Rozběřice v okrese Hradec Králové. Pomník připomíná oběti bitvy u Hradce Králové z prusko-rakouské války z roku 1866. Pomník je od roku 1958 chráněn jako nemovitá kulturní památka.

## Popis
Pomník je věnován památce padlých z Rakouského vídeňského 4. pěšího pluku Hoch - und Deutschmeistrů z brigády generálmajora von Rosenzweiga. Nalézá se v centru obce Rozběřice u rybníka, na trojúhelníkovitém pozemku obehnaném kovovým plotem na kamenné podezdívce. Uvnitř plotu je menší čtyřboké ohrazení. 
Pomník sestává z podstavce ve tvaru skály z červené žuly o výšce cca 2,5 m, na jejíž čelní stěně jsou umístěny 3 mramorové nápisové desky a kovový kříž s liliemi a orlicí. Na ostatních stranách se nachází po jedné desce. 
Na skále stojí bronzové sousoší znázorňující vojína, podpírajícího raněného důstojníka. Vojín stojí, oko má převázané šátkem, v pravici drží namířenou zbraň a levou rukou podpírá pololežícího důstojníka, který se pravicí opírá o zem a hlavu sklání k zemi.
V letech 2007 a 2009 proběhlo restaurování pomníku.